# Thiidae
Famille
Les Thiidae sont une famille de crabes. Elle comporte deux espèces dans deux genres.

## Liste des sous-familles et genres
- Nautilocorystinae Ortmann, 1893
  - Nautilocorystes H. Milne Edwards, 1837
- Thiinae Dana, 1852
  - Thia Leach, 1816

## Référence
- Dana, 1852 : Crustacea. Part I. United States Exploring Expedition. During the years 1838, 1839, 1840, 1841, 1842. Under the command of Charles Wilkes, U.S.N. vol. 13, p. 1-685.